# 5277 Brisbane
För andra betydelser, se Brisbane (olika betydelser).
5277 Brisbane eller 1988 DO är en asteroid i huvudbältet som upptäcktes den 22 februari 1988 av den australiensiske astronomen Robert H. McNaught vid Siding Spring-observatoriet. Den är uppkallad efter den australiensiska staden Brisbane.
Asteroiden har en diameter på ungefär 3 kilometer.